# Bush Dumville
Stanley Forrest (Bush) Dumville, né le 6 janvier 1945 à Summerside à l'Île-du-Prince-Édouard, est un homme politique canadien.
Il représente la circonscription de West Royalty-Springvale à l'Assemblée législative de l'Île-du-Prince-Édouard de 2007 à 2019.